# Dipelicus cantator
Dipelicus cantator är en skalbaggsart som beskrevs av Gilbert John Arrow 1910. Dipelicus cantator ingår i släktet Dipelicus och familjen Dynastidae. Inga underarter finns listade i Catalogue of Life.